# 히베이라그란드 (카보베르데)

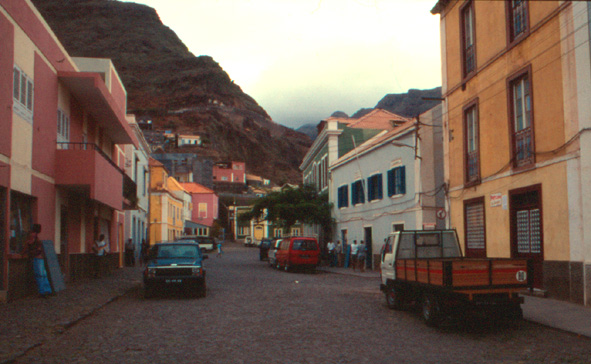
히베이라그란드 시가지

히베이라그란드(포르투갈어: Ribeira Grande)는 카보베르데 산투안탕섬에 위치한 도시로 인구는 2,564명(2010년 기준)이다. 행정 구역상으로는 히베이라그란드시에 속한다.